# Mezquita Hamza Bey
La Mezquita Hamza-Bey (en turco: Hamza Bey Camii,en griego: Χαμζά Μπέη Τζαμί, romanizado: Chamzá Béi Tzamí'), conocida localmente como Alkazár (en griego: Αλκαζάρ), es un edificio otomano situado en Salónica, en la  Periferia de  Macedonia Occidental, en Grecia. Construida originalmente en 1467-1468 por una mujer llamada Hasfa, es la mezquita más antigua de la ciudad. Fue bautizada en honor de Hamza Bey, identificado por algunos autores con el ilustre capitán pasha Kapudan Pasha de la armada otomana, beylerbey de Anatolia y artífice del captura de Salónica en 1430 .

## Historia

### Debate sobre la historia del mecenas
Una inscripción de dedicatoria conservada en la fachada del monumento indica que fue erigido por Hasfa, hija de Hamza Bey. Sin embargo, no existe consenso científico sobre la historia de estas dos figuras. La identificación del mecenas con el famoso Hamza Bey, ejecutado en 1461 por el vaivoda valaco Vlad el Empalador, sigue siendo objeto de debate. Machiel Kiel supone que el dedicatario fue Şarabdar Hamza Bey, un comandante militar que llegó a ser beylerbey de Anatolia en 1460. Heath W. Lowry afirma que el monumento fue encargado por un descendiente de Gazi Evrenos, Evrenosoğlu Hamza Bey, en honor de su hija Hafsa, que había muerto unos años antes. En cualquier caso, un defter de 1478 se refiere a la propiedad bajo el nombre de Hamza Bey y no Hasfa. Tratando de explicar este cambio de nombre, el geógrafo del  siglo XVI Asik Mehmed afirma que el nombre de Hafsa no se estableció debido a dificultades de pronunciación.

### Construcción y otras obras durante la época otomana
El edificio se construyó en 1467-14687  como masŷid, una pequeña mezquita sin alminar utilizada para el culto diario. Se amplió antes de 1592-15938, probablemente durante la segunda mitad del siglo XVI, con dos espacios laterales rectangulares abovedados (al este y al oeste), un pórtico reconstruido al norte  y un alminar en la esquina suroeste  para convertirse en una camii, es decir, una mezquita para la oración de los viernes. Probablemente en una fase posterior, el pórtico se integró en un peristilo, desplazando la entrada principal del complejo hacia el norte. Basándose en una segunda inscripción, Machiel Kiel afirma que el edificio fue reconstruido en 1618-1619, posiblemente tras un incendio o terremoto, por Kapuci Mehmed Bey. Esta renovación afectó principalmente a las partes superiores del monumento, en particular las ventanas de tambor, mientras que las partes inferiores se conservaron en general.

### De los usos sucesivos a la utilización futura como museo
La mezquita permaneció abierta al culto hasta 1923. Tras el intercambio de poblaciones a raíz del Tratado de Lausana, el edificio pasó a manos del Banco Nacional de Grecia como parte de la propiedad intercambiable del muftí de Salónica. En aquella época se utilizaba como oficina de telégrafos y edificio militar. Valorado en 261 000 dracmas en 1927, fue vendido al año siguiente, a pesar de estar catalogado como edificio protegido en Grecia por decreto presidencial el 25 de mayo de 1926. Pasó a ser propiedad de un comerciante griego de Hamburgo, luego fue legado al Movimiento Internacional de la Cruz Roja y de la Media Luna Roja en 1977 por la viuda y el hijo del propietario, y fue utilizado durante 78 años como centro comercial y cine.
La mezquita pasó a depender del Ministerio de Cultura en 2006  y, desde entonces, ha sido objeto de importantes obras de restauración. Estos trabajos han sido llevados a cabo por el 9.º Eforato de antigüedades bizantinas y financiadas en parte con fondos europeos, en relación con la construcción del metro de Salónica. La excavación de la estación Venizélou, en las inmediaciones de la mezquita, exigió medidas de consolidación para remediar los numerosos desequilibrios estructurales que se habían observado. Alrededor de la cúpula , cuatro anillos de acero inoxidable reforzaron el edificio contra las vibraciones, ya sean sísmicas o causadas por el funcionamiento del metro. La restauración también pretendió devolver al peristilo su estética original, muy deteriorada por su largo uso como cine.
Cuando el metro entre en servicio en 2023, el edificio albergará algunos de los restos de las excavaciones arqueológicas realizadas en la zona.

## Arquitectura
Con 40 m de largo y 30 m de ancho, la mezquita Hamza-Bey es la mayor de Grecia. La sala de oración cuadrada, de 14,1 m de lado, está rematada por una gran cúpula que descansa sobre un tambor  octogonal sobre pechinas perforado por ocho ventanas. Dos pequeñas cúpulas cubren también el pórtico y la entrada principal al norte. Las partes inferiores, que datan del edificio original, están construidas en aparejo tabicado, mientras que las modificaciones posteriores presentan una mampostería más ligera.
El peristilo, sorprendentemente descentrado, está formado por 23 columnas, principalmente de mármol blanco, pero también de mármol verde de Tesalia, granito rojo y gris, con varios reempleos de capiteles bizantinos. Este último, datado entre los siglos siglo V y siglo VI, podría proceder de una basílica protobizantina, de la que se han encontrado vestigios en el subsuelo del edificio. Los arcos están hechos de ladrillos recubiertos de yeso de colores que imitan el aspecto de los sillares blancos y rojos. Este vasto atrio con columnata es la única mezquita de historia arquitectónica otomana no construida por un sultán y la única fuera de las capitales de Constantinopla y Adrianopla. También se conserva parte del pavimento de mármol blanco del patio.